# Andet koncil i Konstantinopel
Det andet koncil i Konstantinopel fandt sted i 553 i Konstantinopel og kaldes Konstantinopel II. 
Det var igen kejseren som sammenkaldte kirkemødet. Pave Vigilius deltog ikke selv og var ikke repræsenteret. Det var derfor længe tvivl om dette koncil skulle blive anerkendt som økumenisk.
Stadig var det forståelsen af personen Jesus Kristus og hans virkelige natur(er), som var hovedemnet. Man anstrengte sig her for at trække monofysiterne (de som holdt på Kristi ene guddommelige natur) ind i fælleskirken igen, og på den anden side blev tre nestorianske skrifter forkastet. Dette viser at kristenheden fortsat havde vanskeligheder med at frigøre sig fra sådanne mere ubalancerede tendenser, som kom til at fortsætte inden for specielle geografiske kerneområder, særlig i Mellemøsten og Nordafrika. Disse afgørende kristologiske spørgsmål skyggede i lang tid for, at de kristne kunne komme frem til en helhedsopfattelse. Ellers kom det lidt ud af dette koncil.